# Din Daeng
Din Daeng (in thailandese: ดินแดง) è uno dei 50 distretti (khet) della città di Bangkok, in Thailandia.